# 7011 Уорлі
7011 Уорлі (7011 Worley) — астероїд головного поясу, відкритий 21 вересня 1987 року.
Тіссеранів параметр щодо Юпітера — 3,587.